# ماروتاندرانو
ماروتاندرانو (به لاتین: Marotandrano) یک منطقهٔ مسکونی در ماداگاسکار است که در ماندریتسارا واقع شده‌است. ماروتاندرانو ۱۱٬۰۰۰ نفر جمعیت دارد و ۴۶۴ متر بالاتر از سطح دریا واقع شده‌است.